# Retrait relationnel
Ne doit pas être confondu avec Repli autistique.
La notion de retrait relationnel (dans le domaine de l'autisme, on parle de repli autistique, retrait autistique ou  shutdown) désigne dans le domaine médical un comportement temporaire ou durable caractérisé par une diminution ou une absence totale d'interactions sociales proactives.
Ce comportement polymorphe peut se manifester de diverses manières, d'un simple évitement des contacts visuels à l'isolement complet. Il peut avoir de multiples causes : ce peut être une réaction à une douleur physique ou morale aiguë (en particulier chez le nourrisson), une réaction de protection face à un stress ressenti comme extrême, le symptôme d'un trouble neurologique ou d'une maladie mentale. C'est aussi et notamment l'un des marqueurs précoces de l'autisme.
Plus largement, dans la vie, des adultes peuvent provisoirement ou plus durablement choisir de limiter en conscience leurs interactions sociales pour diverses raisons (ex : temps de méditation ou de retraite spirituelle, besoin de solitude, ermitisme, condition pour se concentrer sur des activités individuelles (études, écritures, créativité artistique...), sans désinvestissement affectif. L'exclusion sociale peut aussi être une cause de retrait relationnel.
De nombreuses études ont porté sur les causes, modalités et conséquences du retrait relationnel, car il a une valeur diagnostique, mais aussi une grande importance pour le bien-être individuel et social, pour l'individu concerné et pour son entourage.
En effet, si le retrait relationnel peut être un choix personnel, il peut aussi être le symptôme d'une souffrance ou de troubles physiologiques et/ou psychologiques plus graves, comme la dépression ou une forte anxiété sociale. Il peut avoir des conséquences significatives à majeures sur la qualité de vie de la personne et de ses proches, son bien-être émotionnel, sa santé physique et ses relations interpersonnelles.

## Nombreuses causes possibles
Le retrait relationnel, tel qu'on l'observe aussi chez de nombreux animaux dans certaines circonstances, a de multiples causes possibles, plus ou moins provisoires.
Les causes physiologiques les plus fréquentes sont : fièvre, déshydratation, crise convulsive récente, intoxication, douleur intense, aiguë ou chronique, dans les contextes de pauvreté, une importante carence en protéines induit aussi ce type de retrait.
Des causes plus psychologiques sont par exemple l'effet d'une douleur physique et/ou morale aiguë, un stress ressenti comme extrême.
D'autres causes, souvent propres à un âge particulier (ou à un stade de développement) sont décrites ci-dessous.

## Cas du retrait relationnel chez l'enfant
Le retrait relationnel peut être très précoce dans la vie, parfois observé peu après la naissance ,. « Le retrait relationnel durable du nourrisson s’avère un indicateur important de la détresse infantile et un facteur de risque de pathologie ultérieure ».
Le retrait relationnel et le désengagement affectif qu'il implique affectent peu à peu l’ensemble des domaines de fonctionnement de l’enfant (familial, amical, scolaire) en limitant ses capacités adaptatives encore émergentes. Selon « En l’absence de prise en charge, le risque est alors la progression insidieuse vers des formes persistantes ou récurrentes dans lesquelles la souffrance dépressive ne se  dévoile que tardivement, le plus souvent à l’adolescence,  à l’occasion de manifestations cliniques explosives, en  particulier des conduites à risques ».

### Chez le très jeune enfant
Chez le très jeune enfant, qui ne sait pas encore parler ou exprimer ses émotions, le retrait relationnel peut se manifester par un manque de réactivité aux stimuli sociaux, comme le visage, les mouvements ou la voix d'une personne, puis par un manque d'intérêt pour l'entourage.
Une échelle spécifique, l'échelle ADBB (échelle d'Alarme détresse bébé), a été proposée en 2001 pour évaluer le retrait relationnel chez les enfants de 2 à 24 mois.

### Chez les autres enfants
Chez les enfants un peu plus âgés, le retrait relationnel peut commencer par un manque de relations à la mère, aux parents, à la fratrie et à l'entourage, ainsi que par l'évitement des activités de groupe, une réticence à se faire des amis, ou une préférence marquée pour les activités solitaires ...jusqu'à un comportement de retrait total.

### Causes possibles
Chez le très jeune enfant, un retrait relationnel, s'il n'est pas attribuable à la douleur ou aux causes physiologiques évoquées plus haut, peut indiquer :
- une dépression très précoce, telle qu'une dépression anaclitique faisant suite à une mise en couveuse ou en pouponnière à l’âge de 2 à 18 mois (une réaction qui semble plus marquée chez les garçons que chez les filles) observée chez les bébés éloignés de leur mère ou de leurs pourvoyeurs de soins[3].
- une dépression précoce, faisant suite à une dépression post-partum de la mère[2] (réaction suscitée expérimentalement par l'expérience du « visage immobile » [Still-Face], ou observée dans le contexte clinique)

Et chez les enfants un peu plus âgés
- une séparation des parents ou de la personne les remplaçant en raison d'une hospitalisation de l'enfant [7].
- un syndrome de stress post-traumatique ;
- un trouble de l'attachement précoces induit par une carence affective ou une séparation ;
- un troubles du système nerveux central ;
- un trouble du spectre autistique ;
- un trouble de la vue (amblyopie sévère) ;
- une surdité (des enfants autistes en repli ont ainsi été soupçonnés à tort d'être sourds ; leur audition était normale, mais, en phase de repli, ces personnes peuvent se couper des stimulations auditives, notamment[8]

#### Facteurs environnementaux
Les facteurs environnementaux (contextuels) peuvent jouer un rôle important dans le retrait relationnel chez l'enfant. Par exemple, un environnement familial stressant, des expériences de rejet par les pairs ou des événements traumatisants (contexte de guerre, d'accident...) peuvent contribuer à ce comportement.

#### Facteurs biologiques/physiologiques
Des facteurs physiologiques impliquant des anomalies génétiques, des troubles neurologiques peuvent aussi être à l'origine du retrait relationnel.

### Conséquences et implications
Le retrait relationnel, notamment s'il a lieu dans les 1000 premiers jours peut avoir des conséquences significatives sur le développement de l'enfant, dont en affectant son estime de soi, sa capacité à nouer des relations, à développer des compétences sociales et à réussir à l'école. De plus, il traduit généralement une souffrance physique et/ou mal-être émotionnel.

## Retrait relationnel chez l'adolescent
Le retrait relationnel, s'il apparait à l'adolescence peut avoir les mêmes causes que celles citées plus haut, éventuellement déclenchées ou exacerbées par "la crise de l'adolescence" (qui complique la régulation émotionnelle et corporelle), combinée à l'expérience de l'adversité (relations parents-enfants dysfonctionnelles, évènements de vie stressants, maltraitance, viol...) à un âge essentiel pour la socialisation pré-adulte. D'autres causes ou facteurs aggravants peuvent être la consommation de drogue, un dépit amoureux, un harcèlement scolaire.
Le retrait relationnel peut avoir des conséquences significatives sur la scolarité et le déroulement de l'adolescence, sur le bien-être émotionnel et l'estime de soi.
Remarque : 
- On ne parle pas de « retrait relationnel » quand ce retrait ne se manifeste qu'à l'égard des parents ou de la famille, et que la personne a une vie sociale par ailleurs[10]
- Un cas particulier, au Japon est celui des Hikikomoris (jeunes japonais se mettant en retrait social extrême).

## Retrait relationnel chez l'adulte
Chez l'adulte, hors autisme ou neuropathologies, ce retrait est généralement une réponse à des situations vécues comme très difficiles ou fortement stressantes. Par exemple, l’exclusion sociale, des violences (agression, viol, torture, faits de guerre..), le deuil... qui peuvent conduire à un retrait relationnel.
Un retrait relationnel n’est pas nécessairement négatif ou préjudiciable. Dans certains cas, il peut être une stratégie d’adaptation saine ou un moyen d’auto-soin. Dans la vie adulte, le retrait relationnel peut prendre de nombreuses formes, résultant parfois d’un choix conscient et délibéré.
Par exemple, certains adultes peuvent choisir de limiter temporairement ou de manière plus durable leurs interactions sociales pour se réserver des moments de méditation ou de retraite spirituelle, répondre à un besoin momentanée de solitude, ou plus rarement adopter un mode de vie d’ermite, ou encore pour mieux se concentrer sur des activités individuelles telles que les études, l’écriture ou la créativité artistique.
Si le retrait relationnel entraîne une détresse ou un dysfonctionnement social significatif, le soutien d'un professionnel psychologue ou psychiatre est nécessaire.

## Approches thérapeutiques
Selon le contexte et les causes, la personne est généralement orientée vers :
- une thérapie comportementale et cognitive
- une thérapie familiale

et/ou d'autres approches et stratégies thérapeutiques (par exemple, selon l'Ostéopathe Annik Beaulieu (2022), il est possible de communiquer avec le bébé par le toucher : « Un bébé en retrait relationnel peut participer activement à un dialogue avec une main qui écoute, comme celle de l’ostéopathe ») ;
Nous rappelons néanmoins que l'ostéopathie n'est pas une science médicale, mais une "médecine douce et alternative" n'ayant jamais fait ses preuves de manière scientifique.
- l'orthophonie[13]